# John Blenkinsop
John Blenkinsop (Durham, 1783 - Leeds, 22 januari 1831) was een Brits mijningenieur en uitvinder, die de eerste praktische stoomlocomotief ontwierp.

## Levensloop
Blenkinsop werd geboren in het gehucht Felling in het graafschap Durham als zoon van een steenhouwer. Op jonge leeftijd ging hij in de leer bij zijn neef, Thomas Barnes, die een opzichter was in de kolenmijn van Northumberland.
Op vijfentwintigjarige leeftijd, in 1808, werd hij agent van de mijnondernemer Charles John Brandling, die enige kolenmijnen beheerde op zijn landgoed Middleton in de buurt van Leeds, en wiens familie ook uit Felling afkomstig was. In die tijd betrok Blenkinsop het historische huis Middleton Hall in Middleton, waar hij tot zijn dood zou blijven wonen. In deze tijd ging hij zich ook bezig houden met de ontwikkeling van nieuwe transportmiddelen. Begin jaren 1810 ontwikkelde hij de eerste praktische stoomlocomotief, bekend als de Salamanca. Hierin was het door hem ontworpen tandheugelsysteem toegepast, dat de basis legde voor de tandradspoorweg.
In de jaren 1810 werd Blenkinsop opzichter van de kolenmijn Middleton Collieries. Hiernaast werd hij in de jaren 1820 raadgevend ingenieur voor onder andere Sir John Lister Kaye van Denby Grange, eigenaar van de kolenmijn Caphouse Colliery in de buurt van Wakefield
In 1831 stierf Blenkinsop in Leeds aan tuberculose en werd daar begraven in de Rothwell Parish Church.

## Werk

### De Middleton Railway

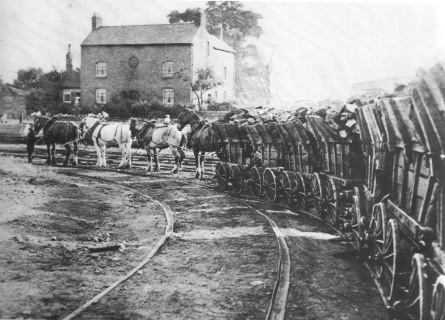
Laatste paardentrein in 1908.

In 1758 hadden de Brandlings een houten spoorlijn gebouwd om kolen te vervoeren van hun kolenmijn naar Leeds. Op deze lijn werden de wagons voortgetrokken door paarden. Deze lijn zou later bekend worden als de Middleton Railway. Robert Stephenson zou hier later in 1830 met zijn Stephenson's Rocket zijn beroemde snelheidsrecord vestigen.
Niet al het land dat door de spoorlijn doorkruist werd behoorde tot de familie Brandling. Dit en vergelijkbare gevallen had halverwege de 18e eeuw de nodige conflicten opgeleverd, zodat er nieuwe wetgeving gemaakt was waarin het recht tot oversteek geregeld werd. De Middleton Railway was de eerste spoorlijn, die met behulp van deze wetgeving gerealiseerd was.

### Eerste experimenten met stoomkracht
In het begin van de negentiende eeuw werden de eerste pogingen gedaan om stoomkracht te gebruiken voor transport. Zo had Richard Trevithick uit Cornwall geëxperimenteerd met verschillende modellen stoomlocomotieven. Dit resulteerde in 1804 in de bouw van 's werelds eerste functionerende stoomlocomotief. Deze werd uitgetest in de Pen-y-Darren ijzermijn bij Merthyr Tydfil in Wales, en in de Wylam Colliery mijn in het Noord-Engelse Wylam-on-Tyne waar William Hedley opzichter was.
De met gietijzer beklede houten rails waren niet goed in staat om het zware gewicht te dragen en de eerste poging in Wylam werd dan ook opgegeven. Ondertussen bleef de ontwikkeling van de locomotief doorgaan. Door het tekort aan paarden en veevoeder veroorzaakt door de napoleontische oorlogen werd de stoomaandrijving gezien als een steeds aantrekkelijker alternatief, wat de verdere ontwikkeling aanmoedigde. Ook de ingebruikname van de zogenaamde "edge rails", sterkere rails volledig gemaakt van ijzer, op de Middleton Railway gelegd in 1807, waren een belangrijke stap voor de introductie van de stoomlocomotief.

### De bijdragen van Blenkinsop

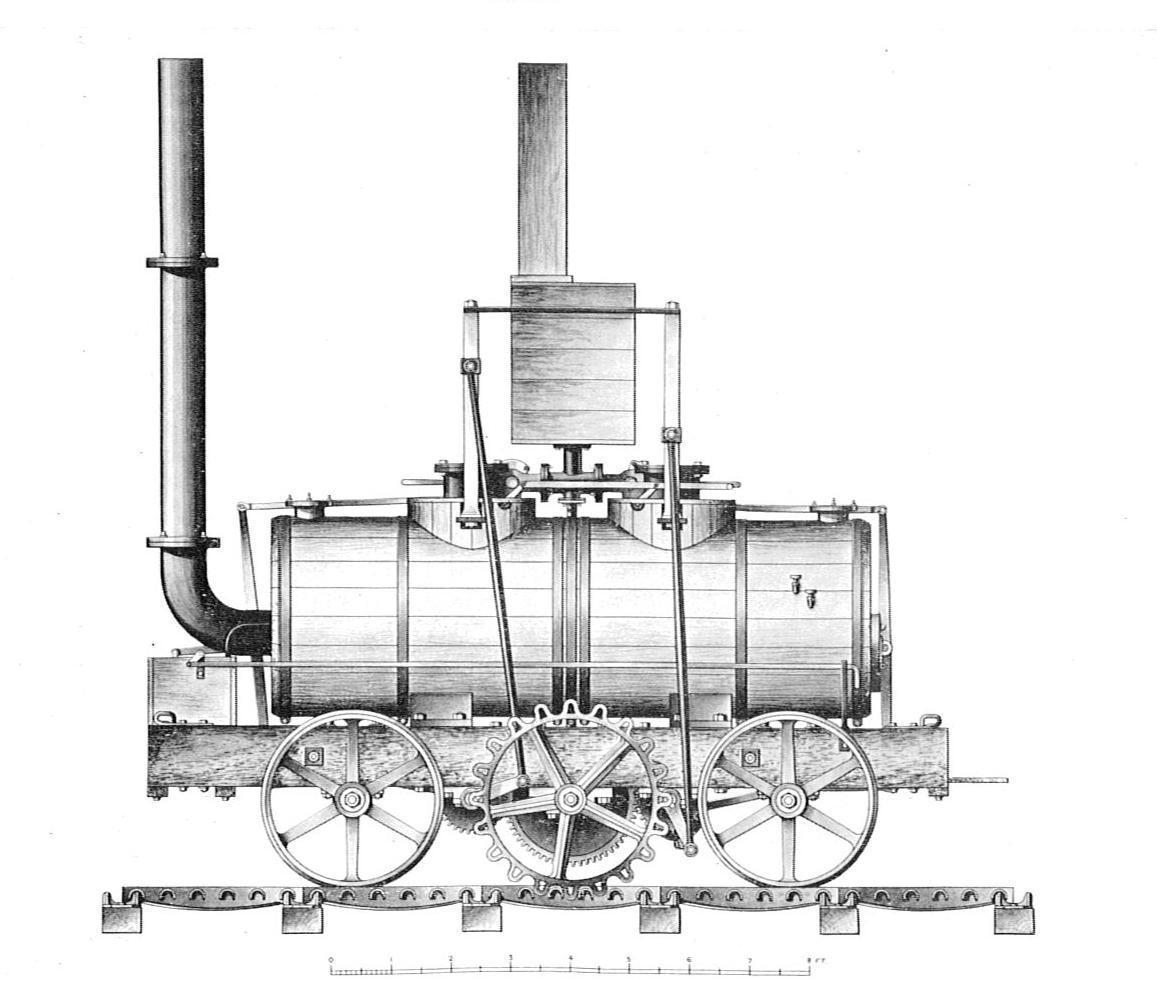
De Salamanca van Blenkinsop, waarin zijn tandheugel-systeem was toegepast.

Verschillende mensen, waaronder William Hedley, meenden dat de ijzeren rails voldoende hechting bood voor een locomotief met een gewicht van ongeveer vijf ton. De gangbare opvatting in die tijd was, dat een opgestelde locomotief tot vier keer toe zijn eigen gewicht kon trekken op basis van de hechting alleen, uitgaande van goede omstandigheden.
Blenkinsop was echter minder optimistisch over de hechting en wilde aanzienlijk meer trekkracht. Hij ontwierp een stoomlocomotief, later bekend als de Salamanca, met een gewicht van vijf ton, dat een laadvermogen van negentig ton kon trekken. Om dit mogelijk te maken ontwierp hij tevens een tandheugelsysteem voor de locomotief, waarvoor hij in 1811 een patent verwierf. De productie van de locomotief en het tandheugelsysteem werden ondergebracht bij de machinebouwer Matthew Murray van Fenton, Murray en Wood in Holbeck.
De eerste geproduceerde locomotief heette de Prince Regent en was net als de Salamanca in 1812 gebouwd. In 1813 volgde de Willington en in 1814 de Marquis Wellington. Op basis van het patent van Blenkinsop werden er onder licentie soortgelijke locomotieven gebouwd voor de kolenmijnen in de buurt van Orrell Wigan door Robert Daglish, en in Newcastle-upon-Tyne nadat de Willington was verkocht aan de Kenton en Coxlodge Colliery mijn. In Berlijn nam een ijzergieterij een locomotief van hetzelfde ontwerp in productie. Deze locomotieven hadden de eerste dubbelwerkende cilinders en, in tegenstelling tot het ontwerp van Trevithick, geen vliegwiel. De cilinders dreven een getand wiel aan, dat in de rail greep en zodoende de trein voortbewoog.
Dit ontwerp met getande rails werd later vervangen door gerolde ijzeren rail, die een zwaardere hechting voor locomotieven mogelijk maakte. Deze werd geïntroduceerd in 1820, en als snel geadopteerd door George Stephenson en anderen.